# Tratatul Loizaga-Cotegipe

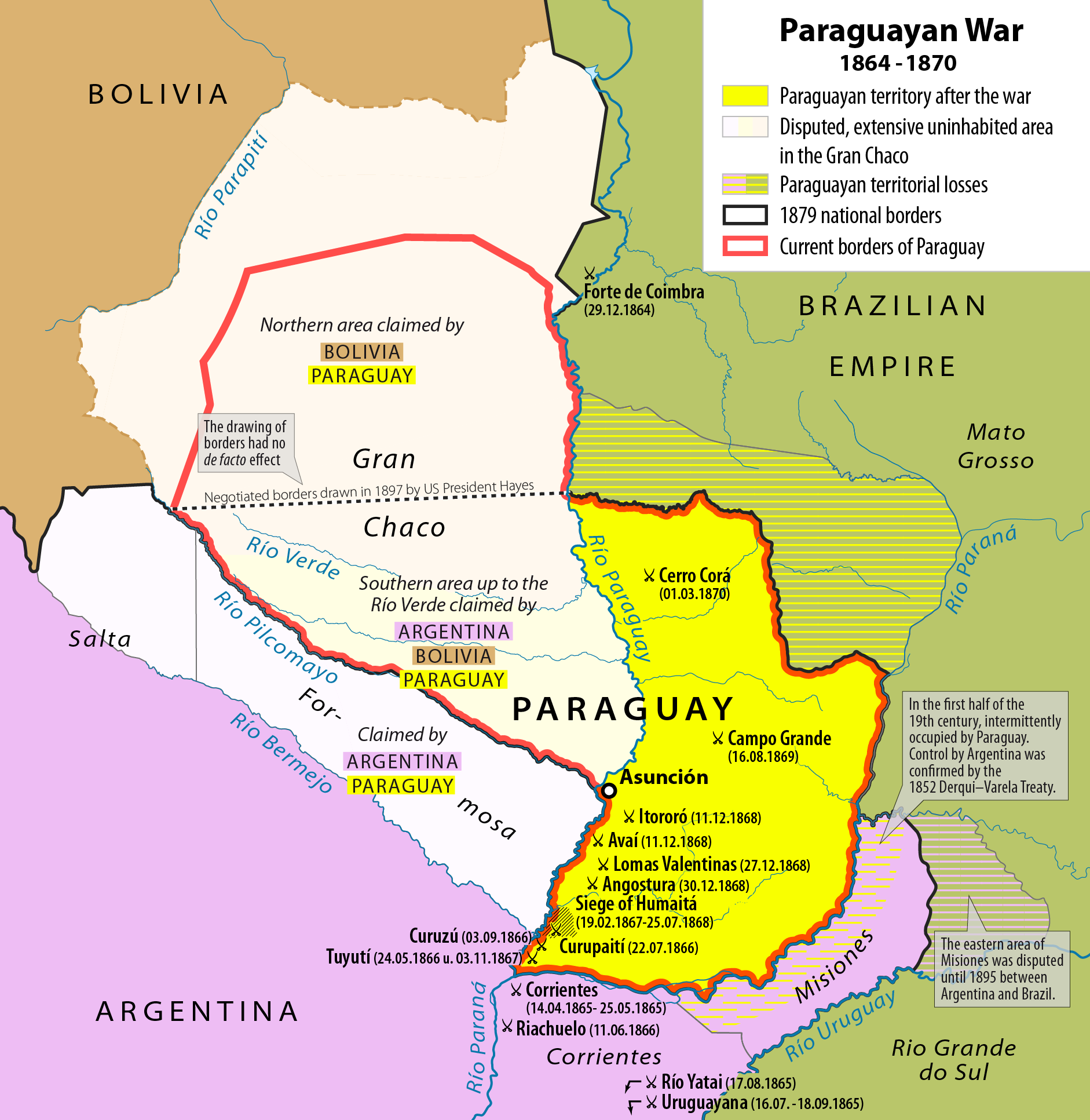
Pierderile teritoriale ale Paraguayului după Războiul Paraguayan

Tratatul Loizaga-Cotegipe a fost un tratat de pace și pentru stabilirea granițelor semnat la Asunción la 9 ianuarie 1872, între Paraguay și Imperiul Brazilia. A stabilit granițele dintre cele două țări după înfrângerea Paraguayului în războiul din Paraguay.
Tratatul a fost semnat de Carlos Loizaga și João Mauricio de Wanderley, baron de Cotegipe. Tratatul a oferit Braziliei toate teritoriile de la nord de râul Apa pe care le-a pretins înainte de război, în total 62.325 kilometri pătrați. Ambiguitatea liniei de frontieră dintre cele două națiuni a dus ulterior la disputa asupra dreptului de proprietate asupra Cascadei Guaíra.
În ciuda obligațiilor sale în temeiul Tratatului Triplei Alianțe față de Argentina și Uruguay, Brazilia a încheiat tratatul cu Paraguay separat. Ca răspuns, Argentina a ocupat Villa Occidental, pentru a-și impune revendicările în Gran Chaco.